# Doug Williams (wrestler)
Douglas Clayton Durdle (Reading, 1º settembre 1972) è un wrestler britannico, conosciuto per aver combattuto nella Total Nonstop Action Wrestling con il ring name Doug Williams.

## Personaggio

### Mosse finali
- Bomb Scare Circuito indipendente/Bombs Away (TNA)
- Chaos Theory (Waist-lock backward roll trasformata German suplex
- Guillotine choke
- Revolution DDT (Diving tornado DDT

### Manager
- Rob Terry
- Ric Flair

### Soprannomi
- "The Anarchist"
- "The Human Torture Device"
- "The Finest Thing in Life"

### Musiche d'ingresso
- Song 2 dei Blur (Circuito indipendente)
- Made in Britain di Rusty Music (Circuito indipendente)
- The British Invasion di Dale Oliver (TNA; usata come parte della British Invasion)
- Fortune 4 di Dale Oliver (TNA; usata come parte della Fortune)

## Titoli e riconoscimenti
- Judo
  - British Judo Championship (72 kg classe; 1992)
- 3 Count Wrestling
  - 3CW Heavyweight Championship (1)
- 4 Front Wrestling
  - 4FW Heavyweight Championship (1)
- All Star Wrestling
  - ASW British Heavyweight Championship (1)
  - ASW Middle Heavyweight Championship (1)
  - ASW People's Championship (1)
- Athletik Club Wrestling
  - ACW German Championship (1)
  - ACW World Wrestling Championship (1)
- European Wrestling Association
  - EWA Intercontinental Championship (1)
- European Wrestling Promotion
  - EWP Intercontinental Championship (1)
  - EWP Submission Shoot Championship (1)
- Frontier Wrestling Alliance
  - FWA British Heavyweight Championship (2)
- German Wrestling Promotion
  - GWP WrestlingCorner Championship (2)
- International Catch Wrestling Alliance
  - ICWA World Heavyweight Championship (1)
- NWA UK Hammerlock
  - King of the Ring (1998)
  - Survivor Series Tournament (1996, 1997)
- Ohio Valley Wrestling
  - OVW Heavyweight Championship (1)
- Premier Wrestling Federation
  - PWF Heavyweight Championship (1)
  - PWF Mid-Heavyweight Championship (1)
  - Worthing Trophy (2002–2004, 2006)
  - Wrestler of the Year (2002–2004, 2006, 2007)
- Pro Wrestling Illustrated
  - 45º tra i 500 migliori wrestler singoli nella PWI 500 (2010)
- Ring of Honor
  - ROH Pure Championship (1)
  - ROH Pure Championship Tournament (2004)
- Total Nonstop Action Wrestling
  - IWGP Tag Team Championship (1) - con Brutus Magnus
  - TNA Television Championship (1)
  - TNA World Tag Team Championship (1) - con Brutus Magnus
  - TNA X Division Championship (2)